# Cyberia (novela)
Cyberia es un libro escrito por Douglas Rushkoff y publicado en 1994. La obra explora diversas ideas relacionadas con la tecnología, las drogas y las subculturas. Rushkoff adopta un estilo similar al de Tom Wolfe en The Electric Kool-Aid Acid Test o un roman à clef, en el que se involucra activamente con las personas y culturas sobre las que escribe. El libro sigue a Rushkoff mientras discute temas que van desde la comunidad virtual, el concepto de un cerebro global propuesto en la hipótesis de Gaia, hasta el neochamanismo.
En el prefacio de la edición de 1994, Rushkoff describe su libro como "sobre un momento muy especial en nuestra historia reciente, un momento en el que todo parecía posible. Cuando toda una subcultura, como un niño en una rave probando la realidad virtual por primera vez, vio las enormes posibilidades de combinar las tecnologías informáticas más avanzadas con los sueños más íntimos y las verdades espirituales más antiguas. Es un momento anterior a America Online, a veinte millones de suscriptores de Internet, a la revista Wired, a Bill Clinton y a la autopista de la información. Pero es un momento que previó mucho más".
El libro, con una introducción titulada "Surfing the Learning Curve of Sisyphus", captura un momento crucial en la historia cuando surgieron posibilidades infinitas. Se adentra en las vidas y experiencias de individuos que reconocieron el inminente cambio cultural hacia territorios inexplorados. Entre las personas mencionadas se encuentran: Craig Neidorf, Ralph Abraham, John Barlow, Dan Kottke, David Gans, Jaron Lanier, Bruce Eisner, Fraser Clark, Mitch Kapor, Phiber Optik, Howard Rheingold, R. U. Sirius, Terence McKenna, John Draper, Neysa "Earth Girl" Griffith, Genesis P-Orridge y Timothy Leary.
En lugar de ofrecer un análisis exhaustivo de todo el panorama cibernético, el libro proporciona una exploración guiada de áreas selectas dentro de esta cultura naciente, a las cuales el autor tuvo acceso privilegiado. La obra está organizada en cinco secciones: "Computadoras: La venganza de los nerds", "Drogas: Las sustancias de la realidad diseñada", "Tecnochamanismo: El equipo de transición", "Cortar y pegar: Artistas en Cyberia" y "Guerra en Cyberia: Formas y memes".
El primer libro de Rushkoff fue escrito originalmente en 1992, pero no fue publicado hasta 1994 debido a las preocupaciones del editor de que el correo electrónico y el Internet eran temas aún oscuros y poco probables de ganar tracción. En Cyberia, Rushkoff enfatiza una "contracultura ciberiana" decidida a redefinir la realidad, donde las personas comienzan a comprender las implicaciones sistémicas, culturales y espirituales que ofrece la construcción de una civilización tecnológica. Armado con nuevas tecnologías, familiarizado con el ciberespacio y lo suficientemente atrevido como para explorar reinos inexplorados de la conciencia, su esfuerzo en Cyberia representa el espíritu prometeico intrínseco a las contraculturas a lo largo de los tiempos.